# Nuoto artistico ai campionati europei di nuoto 2020 - Squadre (programma libero combinato)
La competizione a squadre programma libero combinato di nuoto artistico ai campionati europei di nuoto 2020 si è disputata il 13 maggio 2021 presso la Duna Aréna di Budapest in Ungheria. Hanno partecipato alla competizione 40 sincornette in rappresentanza di 4 nazioni.

## Risultati
La finale si è svota alle ore 16:00 (UTC+1).
| Class   | Nazione     | Sincronette | Punti   |
| ------- | ----------- | --- | ------- |
| Oro     | Ucraina     | Maryna Aleksiiva Vladyslava Aleksiiva Olesia Derevianchenko Marta Fiedina Veronika Hryshko Kateryna Reznik Anastasiya Savchuk Alina Shynkarenko Kseniya Sydorenko Yelyzaveta Yakhno     | 94.7000 |
| Argento | Grecia      | Maria Alzigkouzi Kominea Eleni Deligianni Eleni Fragkaki Krystalenia Gialama Pinelopi Karamesiou Zoi Karangelou Danai Kariori Andriana Misikevych Georgia Vasilopoulou Violeta Zouzouni | 89.1000 |
| Bronzo  | Bielorussia | Vera Butsel Marharyta Kiryliuk Hanna Koutsun Yana Kudzina Kseniya Kuliashova Anastasiya Navasiolava Valeryia Puz Anastasiya Suvalava Kseniya Tratseuskaya Aliaksandra Vysotskaya        | 86.0667 |
| 4       | Ungheria    | Anna Apáthy Niké Barta Linda Farkas Boglárka Gács Lilien Götz Hanna Hatala Szabina Hungler Adelin Regényi Luca Rényi Anna Viktória Szabó                                                | 78.7667 |